# Titularbistum Bossa
Das Bistum Bossa (lateinisch Dioecesis Bossensis) ist ein Titularbistum der römisch-katholischen Kirche. 
Es geht zurück auf ein untergegangenes Bistum der gleichnamigen antiken Stadt in der römischen Provinz Africa proconsularis bzw. in der Spätantike Zeugitana im heutigen nördlichen Tunesien, das der Kirchenprovinz Karthago angehörte.
| Titularbischöfe von Bossa |                           |                                     |                    |                    |
| Nr.                       | Name                      | Amt                                 | von                | bis                |
| 1                         | Francisco Robles Ortega   | Weihbischof in Toluca (Mexiko)      | 30. April 1991     | 15. Juni 1996      |
| 2                         | John Tong Hon             | Weihbischof in Hongkong (China)     | 13. September 1996 | 30. Januar 2008    |
| 3                         | Valter Dario Maggi        | Weihbischof in Guayaquil (Ecuador)  | 19. Februar 2008   | 25. März 2011      |
| 4                         | Hugo Alberto Torres Marín | Weihbischof in Medellín (Kolumbien) | 4. Mai 2011        | 29. September 2015 |
| 5                         | Leszek Leszkiewicz        | Weihbischof in Tarnów (Polen)       | 19. Dezember 2015  |                    |